# McLaren Group
Die McLaren Group (bis 2003 TAG McLaren Group, 2015 bis 2017 McLaren Technology  Group) ist eine 1985 gegründete Firmengruppe, die von Ron Dennis um das Formel-1-Team McLaren aufgebaut wurde.

## Geschichte
Seit 2010 waren die Anteilseigner zu 30 % die Mumtalakat Holding Company des Staats Bahrain, zu je 15 % Ron Dennis und Mansour Ojjeh, der Eigentümer von TAG, und zu rund 29 % die McLaren Group selbst. Die restlichen rund 11 % befanden sich noch im Besitz der Daimler AG, die zuvor 40 % gehalten, aber ihren Anteil nach der Übernahme von Brawn GP und der Gründung eines eigenen Formel-1-Teams reduziert hatte. Im Januar 2012 verkaufte die Daimler AG ihren verbliebenen Anteil komplett an die McLaren Group zurück. Demzufolge hielten Ron Dennis und die TAG-Gruppe nun jeweils 25 % der Anteile, die restlichen 50 % werden von der Mumtalakat Holding Company des Staates Bahrain kontrolliert. Im Juni 2017 verkaufte Dennis seine Unternehmensanteile und zog sich auch aus der Führung zurück.
Im Sommer 2017 wurde McLaren Automotive ein Tochterunternehmen der bisherigen McLaren Technology Group und diese nahm erneut den Namen McLaren Group an. 2018 kaufte der kanadische Unternehmer Michael Latifi 9,84 % der Anteile um 200 Millionen Pound. Damit sind die Eigentümer von McLaren aktuell: Mumtalakat Holding Company 56,4 %, TAG Group Limited 14,32 %, Michael Latifi 9,84 %, sowie rund 17 % im Besitz kleinerer Eigentümer.
2021 wurde das Tochterunternehmen McLaren Applied Technologies, für kommerzielle Anwendungen von Produkten der McLaren Group, an Greybull Capital verkauft.

## Firmen der McLaren Group
- McLaren Racing, Formel-1-Rennstall
- McLaren Automotive, Hersteller der Supersportwagen McLaren F1, McLaren MP4-12C und Mercedes-Benz SLR McLaren und anderer Straßenfahrzeuge
- McLaren Electronic Systems, Hersteller von Motorsteuerungen und anderer elektronischer Bauteile für die Formel 1 und die Formel E
- McLaren Marketing, Marketing für das Formel-1-Team
- Absolute Taste, Catering für das Formel-1-Team und dessen Firmenkunden